# Coen Bekink
Coenraad Herman (Coen) Bekink (Nijmegen, 3 september 1922 – aldaar, 5 februari 1996), in vakliteratuur ook wel C.H. Bekink genoemd, was een Nederlandse architect en stedenbouwkundige, die vooral werkzaam was in het noorden van het land.

## Leven en werk

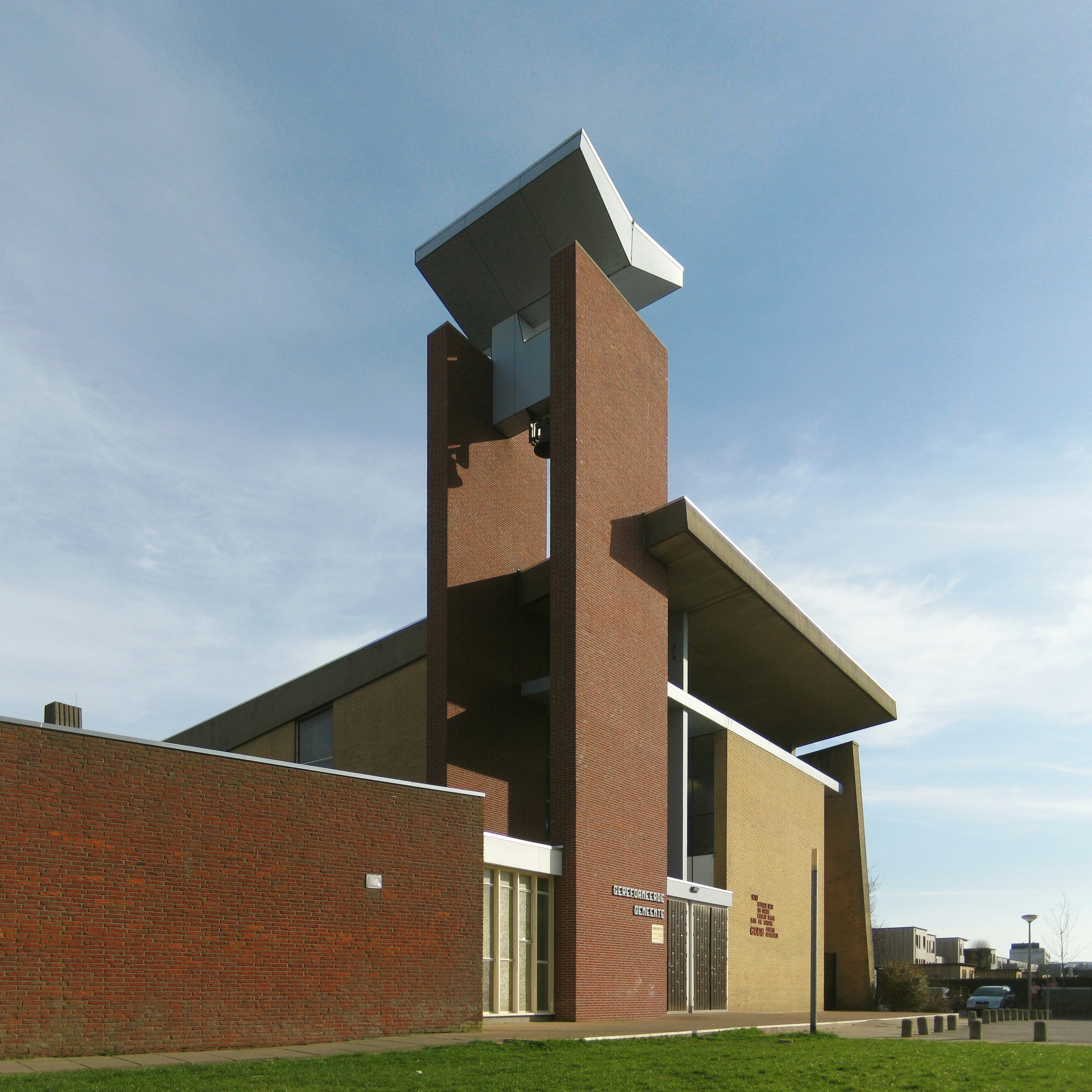
De door Bekink ontworpen voormalige rooms-katholieke Mariakerk (1959-1960) in de Groninger wijk Corpus den Hoorn. Het gebouw, geïnspireerd op het werk van de Zwitsers-Franse architect Le Corbusier (1887-1965), werd jarenlang met sloop bedreigd, maar dankzij inspanningen van collega-architecten kon dat worden voorkomen. Begin jaren negentig werd het pand aangekocht door de Gereformeerde Gemeenten, die het liet verbouwen en omdoopte tot Magnalia Deï-kerk. (2012)

Via zijn werk voor een architectenbureau in Nijmegen kwam Bekink eind jaren veertig als opzichter in de stad Groningen terecht. Hij volgde er de meerjarige avondcursus Voorbereidend Bouwkunst Onderricht (VBO), waar in de bouw werkzame personen werden geschoold tot bouwkundige. Na het voltooien van deze opleiding, begin jaren vijftig, zette hij evenals zijn collega-studenten Jan Bijlefeld, Arend Grit en Jan Gunnink zijn studie voort aan het Amsterdamse Hooger Bouwkunst Onderricht (HBO). Bekink, die toen ook werkte voor de Emmer architect A.C. Nicolaï (1914-2001), richtte na het behalen van zijn diploma een eigen architectenbureau in Groningen op, dat aanvankelijk aan de Sterrebosstraat en later aan de Hereweg was gevestigd. Ook vormde hij samen met zijn voormalige medestudenten de architectenwerkgroep Bekink-Bijlefeld-Grit-Gunnink, waaruit later het Groninger architectenbureau Team 4 zou ontstaan.
Bekink was een van de drijvende krachten achter de totstandkoming van de Groninger Academie van Bouwkunst, een uit het VBO voortgekomen opleiding die na veel lobbywerk in 1966 werd opgericht en toen een eigen pand kreeg aan de Hoge der A. Gedurende de eerste twee jaar van zijn bestaan was Bekink directeur van de nieuwe school. Hij bleef daarna echter aan het bouwkundig onderwijs verbonden, niet alleen als gastdocent aan de Groninger Academie, maar ook aan die van Amsterdam en Maastricht.
Als architect ontwierp Bekink, wiens stijl wel is omschreven als "beeldend functionalisme", verschillende rooms-katholieke kerkgebouwen, waarvan zijn Mariakerk (1959-1960) in Groningen als een van de bekendste geldt. Hij ontwierp ook katholieke kerken in Drachten (1963) en Emmen (1965). Bekink hield zich daarnaast ook bezig met woningbouw, waaronder in de Groninger wijken Corpus den Hoorn en Lewenborg, in Deventer, Winsum en Zoetermeer. Als stedenbouwkundige was hij onder meer betrokken bij het ontwerp van de Groninger wijk Beijum.
Bekink is op 5 februari 1996 in een ziekenhuis in Nijmegen op 73-jarige leeftijd overleden.

## Werken (selectie)
- 1959-1960: Mariakerk, Groningen (tegenwoordig: Magnalia Deï-kerk)[1]
- 1961: Christus Koningkerk, Utrecht (gesloopt in 1988)
- 1962-1963: De Goddelijke Verlosser, Drachten[2]
- 1964-1965: Heilige Geest-kerk, Emmen (gesloopt in 1996)[3]
- 1965: Mariaschool, Groningen (gesloopt in 1997)[4]
- 1968: Verbouwing Spaarbank St. Maarten, Oude Boteringestraat, Groningen (in 1958 ook al door Bekink verbouwd)[5]
- 1968: Hervormde kerk, Hoogkarspel[6]  i.s.m. Jan Bijlefeld